# 弗兰克·斯托克
弗兰克·斯托克（英語：Frank Stoker，1867年5月29日—1939年1月8日），生于都柏林，爱尔兰男子橄榄球、网球运动员。他曾获得1890年和1893年温布尔登网球锦标赛男子双打冠军。